# فلورا (أسطورة)

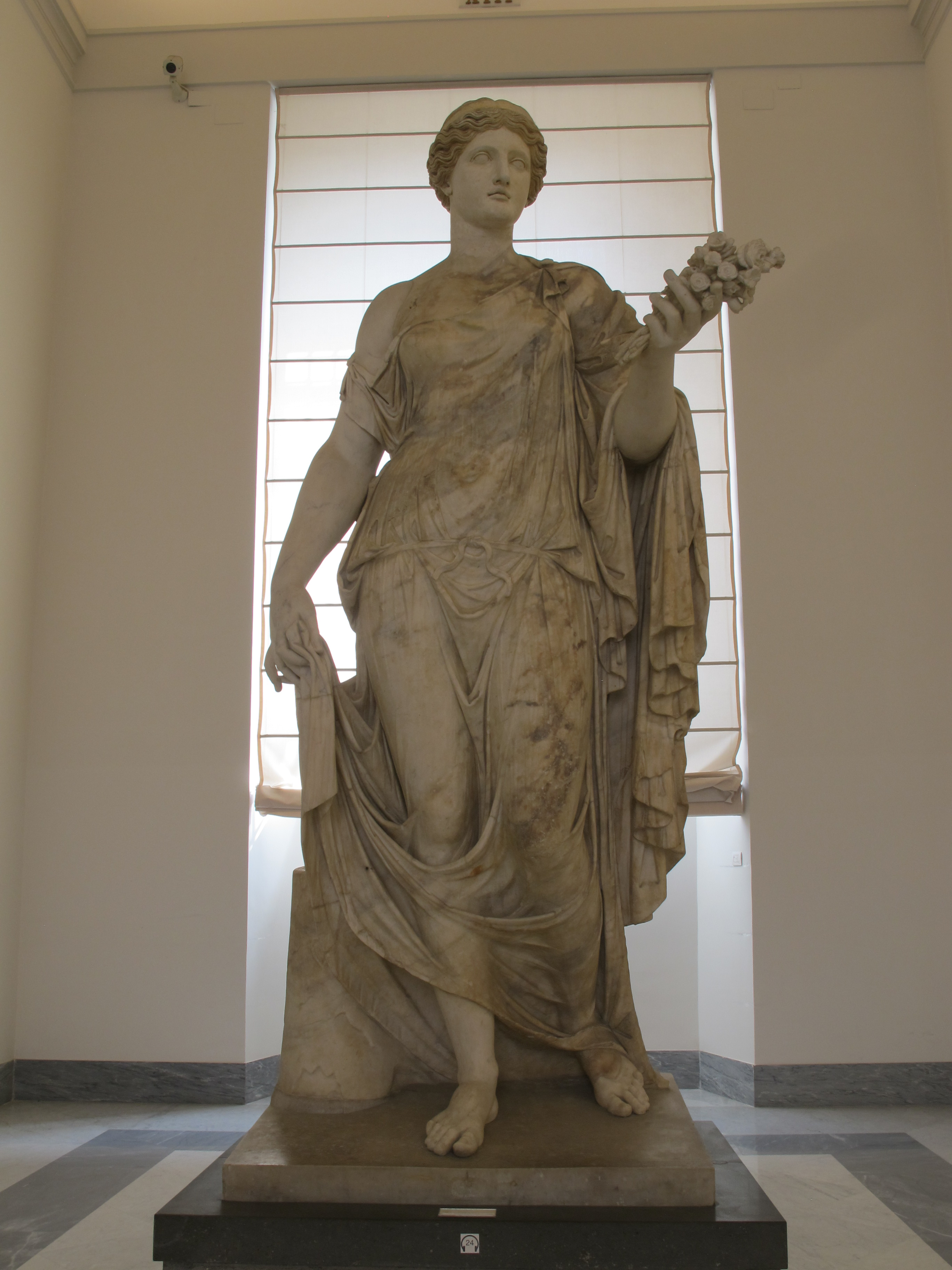
تمثال للالهة فلورا في نابولي

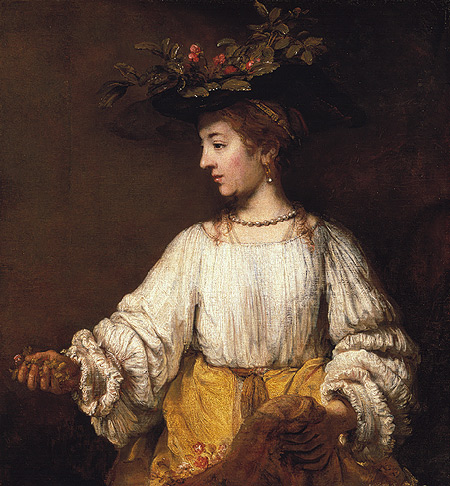
لوحة تمثل فلورا مرسومة من قبل رامبرانت

فلورا (باللاتينية: Flōra) هي إلهة الورد وفصل الربيع في الميثولوجيا الرومانية، أصبحت كرمز للورد في الميثولوجيا الرومانية، وقد أشتق منها كلمة فلاور الإنجليزية التي تعني الورد وقد تم تصويرها أيضاً كإلهة للخصوبة وتم ربطها بفصل الربيع وأنها هي التي تظهر الخضار وتخصب المحاصيل، كما أعتبرت أيضاً إلهة الشباب.